# Municipio Chulumani
Das Municipio Chulumani liegt im Departamento La Paz im südamerikanischen Anden-Staat Bolivien.

## Lage im Nahraum
Das Municipio Chulumani ist eines von fünf Municipios der Provinz Sud Yungas und liegt im südlichen Teil der Provinz. Es grenzt im Nordwesten an die Provinz Nor Yungas, im Westen an das Municipio Yanacachi, im Südosten an das Municipio Irupana und im Nordosten an das Municipio La Asunta.
Das Municipio hat 87 Ortschaften (localidades), der zentrale Ort des Municipios ist Chulumani mit 2028 Einwohnern im zentralen Teil des Municipios.

## Geographie
Das Municipio Chulumani liegt in den bolivianischen Yungas auf einer mittleren Höhe von 1800 m an den Osthängen der Anden-Gebirgskette der Cordillera Real. Die Region weist ein ausgeprägtes Tageszeitenklima auf, bei dem die Temperaturen im Tagesverlauf stärker schwanken als im Jahresverlauf.
Die mittlere Durchschnittstemperatur der Region liegt bei 21 °C (siehe Klimadiagramm Chulumani), die Monatsdurchschnittstemperaturen schwanken nur unwesentlich zwischen 18 °C im Juli und 22 °C im Dezember. Der Jahresniederschlag beträgt etwa 1150 mm, die Monatsniederschläge liegen zwischen rund 20 mm in den Monaten Juni und Juli und mehr als 150 mm von Dezember bis Februar.

## Bevölkerung
Die Einwohnerzahl des Municipios Chulumani ist zwischen 1992 und 2024 um zwei Drittel angestiegen:
| Jahr | Einwohner | Quelle       |
| ---- | --------- | ------------ |
| 1992 | 11.101    | Volkszählung |
| 2001 | 13.204    | Volkszählung |
| 2012 | 17.694    | Volkszählung |
| 2024 | 18.278    | Volkszählung |

Das Municipio hatte bei der letzten Volkszählung von 2034 eine Bevölkerungsdichte von 64,4 Einwohnern/km², die Lebenserwartung der Neugeborenen im Jahr 2001 lag bei 63,5 Jahren, und die Säuglingssterblichkeit war von 6,1 Prozent (1992) auf 5,8 Prozent im Jahr 2001 gesunken.
Der Alphabetisierungsgrad bei den über 19-Jährigen beträgt 84,4 Prozent, und zwar 91,4 Prozent bei Männern und 76,9 Prozent bei Frauen. (2001)
94,7 Prozent der Bevölkerung sprechen Spanisch, 49,9 Prozent sprechen Aymara, und 1,3 Prozent Quechua. (2001)
36,2 Prozent der Bevölkerung haben keinen Zugang zu Elektrizität, 64,2 Prozent leben ohne sanitäre Einrichtung. (2001)
85,9 Prozent der 3.734 Haushalte besitzen ein Radio, 42,0 Prozent einen Fernseher, 18,9 Prozent ein Fahrrad, 2,7 Prozent ein Motorrad, 4,4 Prozent ein Auto, 14,3 Prozent einen Kühlschrank, 1,0 Prozent ein Telefon. (2001)

## Politik
Ergebnis der Regionalwahlen (concejales del municipio) vom 4. April 2010:
| Wahlberechtigte |  | Stimmen | gültig |  | MAS-IPSP | ADEP COCA | UN    |
| --------------- |  | ------- | ------ |  | -------- | --------- | ----- |
| 9.034           |  | 7.752   | 6.045  |  | 2.946    | 2.690     | 409   |
|                 |  | 85,8 %  | 78,0 % |  | 48,7 %   | 44,5 %    | 6,8 % |

Ergebnis der Regionalwahlen (elecciones de autoridades políticas) vom 7. März 2021:
| Wahl- berechtigte |  | Wahl- beteiligung | gültige Stimmen |  | MAS-IPSP | PBCSP   | FPV     | J.A.LLALLA.L.P. | MTS    | SOL.BO | PDC    |
| ----------------- |  | ----------------- | --------------- |  | -------- | ------- | ------- | --------------- | ------ | ------ | ------ |
| 11.395            |  | 9.710             | 8.258           |  | 2.366    | 2.327   | 1.675   | 1.082           | 265    | 114    | 85     |
|                   |  | 85,21 %           | 85,05 %         |  | 28,65 %  | 28,18 % | 20,28 % | 13,10 %         | 3,21 % | 1,38 % | 1,03 % |

## Gliederung
Das Municipio untergliederte sich bei der Volkszählung von 2012 in die folgenden fünf Kantone (cantones):
- 02-1101-01 Kanton Chulumani – 40 Ortschaften mit 7.698 Einwohnern (2001: 6.158 Einwohner)
- 02-1101-02 Kanton Chirca – 11 Ortschaften mit 1.298 Einwohnern (2001: 939 Einwohner)
- 02-1101-03 Kanton Ocobaya – 13 Ortschaften mit 1.901 Einwohnern (2001: 1.286 Einwohner)
- 02-1101-04 Kanton Huancané – 19 Ortschaften mit 5.818 Einwohnern (2001: 3.892 Einwohner)
- 02-1101-05 Kanton Villa Asunta – 4 Ortschaften mit 979 Einwohnern (2001: 729 Einwohner)

## Ortschaften im Municipio Chulumani
- Kanton Chulumani
  - Chulumani 2028 Einw. – Tajma 589 Einw. – Villa Remedios 567 Einw.

- Kanton Chirca
  - Huancapampa 331 Einw. – Chirca 126 Einw.

- Kanton Ocobaya
  - Ocobaya 327 Einw. – Pasto Pata 259 Einw.

- Kanton Huancané
  - Huancané 922 Einw. – Colpar 677 Einw. – Naranjani 666 Einw. – Río Blanco 510 Einw. – Palma Pampa 484 Einw.

- Kanton Villa Asunta
  - Cutusuma 416 Einw.